# Alfred Bickel
Alfred ("Fredy") Bickel (Eppstein, 12 mei 1918 – 18 augustus 1999) was een Zwitsers voetballer en voetbaltrainer. Zijn zoon Thomas kwam 52 keer uit voor Zwitserland.

## Clubcarrière
Bickel speelde vrijwel zijn gehele loopbaan voor Grasshopper Zürich. Hij won vijf nationale titels met die club.

## Interlandcarrière
Bickel debuteerde voor het Zwitsers nationaal elftal op 18 juni 1936 in Oslo, waar de Zwitsers in een vriendschappelijk duel met 2-1 wonnen van Noorwegen. Hij speelde in totaal 71 interlands en scoorde 15 keer voor zijn vaderland. Bickel nam met Zwitserland deel aan het WK voetbal 1938 en het WK voetbal 1950.

## Erelijst
Grasshopper Zürich
- Zwitsers landskampioen

1937, 1939, 1942, 1943, 1945
- Zwitserse beker

1937, 1938, 1940, 1941, 1942, 1943, 1946
- Zwitsers Sportpersoon van het Jaar

1953